# Diadelia basifuscipennis
Diadelia basifuscipennis är en skalbaggsart som beskrevs av Stefan von Breuning 1957. Diadelia basifuscipennis ingår i släktet Diadelia och familjen långhorningar.
Artens utbredningsområde är Madagaskar. Inga underarter finns listade i Catalogue of Life.